# Dengeki Daisy
A Dengeki Deidzsi (電撃デイジ, Dengeki Deiji) Motomi Kjószuke (最富 キョウスケ, Motomi Kyōsuke) mangaka által alkotott romantikus sódzsó manga (少女漫画, shōjo manga). A művet Kiotóban publikálta a Becukomi (ベツコミ, Betsucomi) folyóirat 2007. október 26-tól egész 2014. február 24-ig. Összesen tizenhat kötetből áll. 
A kezdetekben Motomi Kjószuke csak pár fejezetesre tervezte a művét, amely nagyon népszerű lett a japán fiatal lányok körében, így az alaptörténet tizenhat köteten át bontakozott ki.

## Történet
Kurebajasi Teru (紅林 照 Kurebayashi Teru) egy árva középiskolás diáklány, akire elhunyt bátyja ráhagyott egy telefont. A telefon által a lány megismerkedik Dasyvel, aki a virtuális világ segítségével elrejti valódi identitását. Teru eleinte bizalmatlan Daisyvel szemben, viszont idővel a lány számára a világ legfontosabb személyévé válik. Daisy üzeneteivel bátorítja Terut, hogy túlélhesse az iskolai bántalmazásokat.
Az egész történet egy apró balszerencsével indít. Az iskola diáktanácsa folyamatosan terrorizálja Terut, aki önvédelemből véletlenül betör egy ablakot. Persze ez nem marad büntetlenül, hisz másnap egy agresszív titokzatos férfi jelenik meg a lány osztálytermében és a bűnöst keresi, aki betörte az ablakot.
Kiderül, hogy a titokzatos férfi az iskola új gondnoka. A középiskolás lány a barátságtalan indítás után lassan beleszeret a gengszter beütésű Kuroszaki Taszukuba (黒崎 祐, Kurosaki Tatsuku) és lassan egyre feszültebbé válik a légkör köztük a korkülönbség miatt. Eközben kiderül, hogy Teru elhunyt programozó bátyja hátrahagyott valamit, ami veszélybe sodorja a lány életét és elindul a hajsza a legendás program után, amire mindenki rá akarja tenni a kezét, ami által a legváratlanabb személyek árulják el Terut. Ugyanakkor új személyek is részévé válnak a lány mindennapi életének. És persze az árnyékból mindig vigyáz rá a híres hekker Daisy, akiről lassan lehull a lepel.

## Szereplők

### Főszereplők

#### Kurebajasi Teru (紅林 照Kurebayashi Teru)
Teru egy tizenhat éves középiskolás diák, aki fiatalon árva marad. Nagyon erős karakterrel rendelkezik, a tettek embere, aki segít a bajba jutott barátain. A múltja ellenére rengeteg pozitív energiával van tele, másokkal barátságos és segítőkész. Egyik legjobb tulajdonsága az, hogy képes megbocsájtani, ugyanakkor megértő is. Ennek köszönhetően új barátságokra tesz szert. Személyisége akár egy igazi hétköznapi szuperhősé, aki nemcsak az olvasó szívébe lopja magát, hanem az ember példaképévé is válik.
Miután meghal a bátyja, magára marad. Szóicsiró (Kurebayashi Sōichirō) mindössze egy telefont hagy húgára, amin keresztül a lány egy igaz barátra lel, Daisyre. Teru eleinte nem bízik Daisyben, mivel a férfi a virtuális világban rejtőzködik, nem vállalja fel a valódi identitását. Viszont idővel ő lesz a lány életének legfontosabb személye, az ő ’’drága Daisyje’’, aki mindig mellette terem – ha nem is fizikailag – ha baj van.
Mikor Teru véletlenül betöri az iskola egyik ablakát, a sors összehozza a goromba és szadista Kuroszaki Taszukuval, az iskola új gondnokával, akinek a szolgája lesz, mivel nem tudja kifizetni a károkat. Teru negatív érzései átalakulnak az idő során és szerelmes lesz Taszukuba. Viszont egy kérdőjel mindig ott lebeg a szeme előtt: vajon a goromba férfi igazából nem más-e, mint az ő drága Daisyje?

#### Kuroszaki Taszuku (黒崎 祐Kurosaki Tasuku)
Taszuku egy huszonnégy éves férfi, aki Teru iskolájának új gondnoka. Teru barátnői szerint igen jóképű viszont kissé nyers a személyisége. Szarkasztikus és mindig elrejti igazi érzelmeit.
Múltja igen rejtélyes, több sötét titka van, amik a jövőben nagy hatással lesznek Terura és a kettőjük kapcsolatára.
Taszuku igen durva és mogorva Teruval szemben. Folyton piszkálja a lányt, és szolgájaként a legtöbb gondnoki munkát vele végezteti el, teljesen ellentéte Daisynek, aki kedves szavakkal bátorítja a lányt.
Viszont a nyers és barátságtalan álarc mögött egy érzelmes és jószívű személy rejtőzködik, aki számára Teru mindennél fontosabb. Daisy rejtélyes alakja összefügg Taszukuval, aki szintén ért a számítógépekhez, nem is beszélve a titkos szobájáról, ahová Terunak tilos belépni, mert ’felnőtt játékokkal’ van tele. Nem hiába nevezi a lány állandóan lolikonnak, vagyis perverznek. A férfi is gyengéd érzelmeket táplál a lány iránt, viszont próbálja titkolni őket, hisz szerinte nem érdemli meg, hogy szeresse a lányt, mivel őmiatta Teru bátyja meghalt. Fájdalmas érzelmeit és a hekker Daisy életét lassan lehetetlenné válik szétválasztania.

### Mellékszereplők

#### Maszuda Mester (増田,Masuda)
Maszuda (増田) az Ohanabatake nyugati stílusú teaház menedzsere. Kuroszaki és Riko Mesternek becézi, nagyon közel állnak egymáshoz. Múltja összefügg Teru bátyjáéval, mivel egy programozó csapatban voltak. 
Maszudán általában szemüveg van és fejkendőt visel. Nagyon barátságos és bölcs ember, viszont ha valaki felbosszantja, eléggé félelmetessé válik, Kuroszaki olyankor inkább félrehúzódik. 
Az emberek tisztelik higgadtsága miatt. Ő az, aki bátorítja Kuroszakit, hogy ne féljen érzéseket táplálni Teru iránt, ugyanakkor tisztában van Daisy valódi személyével. 

#### Onizuka Riko (鬼塚 理子)
Riko egy harminc éves nő, aki az iskola tanácsadója. Teru eleinte riválisának tekinti, mivel közvetlen kapcsolatot ápol Kuroszakival. De miután Teru megtudja, hogy a bátyja volt jegyese, közel kerülnek egymáshoz, majd össze is költöznek és Kuroszaki szomszédjai lesznek.
Riko nagyon erős nő, ugyanakkor gyengéd, már-már Teru példaképévé válik. Folyamatosan szemmel tartja a lány és Kuroszaki kapcsolatát, olykor besegít, néha pedig leszídja Taszukut, közben tanácsokat ad Terunak.

#### Haszegava Kijosi (長谷川 清Hasegawa Kiyoshi)
Kijosi Teru legjobb barátja és osztálytársa is egyben. Ösztöndíjas diák, aki szegény sorból származik, akárcsak Teru. Fiú létére eléggé félénk és lányos, ugyanakkor az egyik legjobb tanuló. Miután tudomást szerez Szócsiró legendás programjáról, erőszakkal próbálja megszerezni Teru telefonját. Miközben ismeretlen megbízója manipulálja a fiút, őt is tőrbe csalják, viszont Kuroszakinak hála nem esik nagyobb bántódása. Hogy Kuroszakinak meghálálja azt, hogy megmentette az életét, Kijosi lesz a második szolgája. Az incidens után nem képes ránézni Terura, mivel bűntudatot érez, viszont a lány barátságos természete apránként felolvasztja a jeget.

#### Kazumasza Andó (安藤 数正Andō Kazumasa)
Andó Teru iskolájának az igazgatója, aki volt munkatársa Szóicsirónak és Daisynek. Komolytalannak tűnik, karaktere komikus, viszont jól informált. Folyamatosan segít Teruéknak.

#### Icsinosze Rena (一之瀬 玲奈Ichinose Rena)
Ő a Diáktanács elnöke, egy bájos lány, aki elnöki pozícióját arra használja, hogy terrorizálja az ösztöndíjas diákokat, mint például Terut és Kijosit. Véleménye szerint az ilyen diákokra nincs szüksége az iskolának. Nem csak az elvei, de még az emberi kapcsolatai is rosszak. Eleinte az egyik tanárával folytat titkos kapcsolatot, majd a későbbiekben egy szélhámossal is, akitől Teru menti meg.
Teru kedvességének hála Rena abba hagyja a többi diák bántalmazását és a zűrös kapcsolatait is megszünteti. Mivel Rena eléggé makacs, nem ismeri be nyiltan, hogy Teru az egyetlen barátja, viszont indirekt módon mindig segít párkapcsolati tanácsokat adni Terunak Kuroszakit illetően.
A későbbiekben érzelmeket táplál Kijosi iránt.

#### Szavagucsi Haruka (沢口 遥Sawaguchi Haruka)
Haruka Teru egyik osztálytársa. Vezetői egyéniség, aki összetartja Teru iskolai baráti körét és biztatja Terut, hogy legyen bátrabb Kuroszakival kapcsolatban. Nem fél kimondani azokat a dolgokat, amiket Teru nem mer felvállalni, ilyen például a Kuroszaki iránt táplált érzések. Haruka tudja meg legelőször Teru barátai közül, hogy Daisy és Kuroszaki egy és ugyan az a személy. Nem csak Teru bízik meg benne, a csapat többi tagja is titokban felnéz rá, mivel jó konfliktusmegoldó készséggel rendelkezik. Ugyanakkor csapat építő programokat is szervez, ilyen például a tengerparti kirándulás. 
Haruka tagja az iskola művészeti klubjának, a futóklubnak és a szellem klubnak egyaránt.

#### Takeda Maszumi (竹田 真澄Takeda Masumi)
Takeda Szojcsiró és Daisy volt munkatársa, aki igen ravasz és kitartó egyéniség. Teru iskolájában ő lesz az új informatikai tanár és az iskola információmenedzsment adminisztrátora, akinek fő szándéka közel kerülni Teruhoz és a legendás programhoz. Azt hiszi, hogy a program a lány telefonjában van elrejtve. Kuroszaki megfenyegeti őt, hogy ha bántani meri Terut, akkor nem áll jót magáért. De ennek ellenére feldúlja Teru lakását, mindhiába. Végül Teru önszántából odaadja a telefonját, hogy vizsgálja át, viszont nem talál semmit rajta. Teru bátorsága és kedvessége lenyűgözi őt és megváltoztatja. Rájön, hogy milyen súlyos hibákat követett el az ártatlan lánnyal szemben és ő is csatlakozik Kuroszakiékhoz, hogy megtalálják Szóicsiró legendás programját, viszont ezúttal a jó oldalon állva.

### További szereplők

#### Kurebajasi Szóicsiró (紅林 奏一郎Kurebayashi Sōichirō)
Szóicsiró Teru bátyja, aki fiatalon elhunyt. Egy nagyon tehetséges programozó volt, akire társai felnéztek és tisztelték. Munkahelyén egy programozó csapat vezetője volt, aminek tagja volt Kuroszaki Taszuku és Onizuka Riko is. A kis húga, Teru volt a legfontosabb személy a számára, vigyázott rá és ő nevelte. Riko a jegyese volt, viszont elhunyt, még mielőtt feleségül vehette volna. Nagyon odaadó volt és érzelmes, ha a szeretteiről volt szó.
Halála előtt hátra hagyott egy nagyon drága programot, aminek nyoma veszett. 
Ő kényszerítette Kuroszakira Daisy szerepét, hogy vigyázzon Terura, ha már ő nem él.
Gyomorrákban halt meg. Az orvosi kezelés helyett a hátra maradt idejét Kuroszaki víruskódjára szentelte, hogy ezzel megmentse a bajba jutott társát. 
Halála után Kuroszaki magát okolja a történtekért és úgy hiszi, hogy ő okozta Szóicsiró végzetét.

#### Arai Tecuja (新井 哲也Arai Tetsuya)
Tecuja Teru iskolájának volt informatika tanára és az iskola információmenedzsment volt adminisztrátora. Titkos kapcsolata volt az egyik diákjával, Renával, így a Diáktanács tanácsadója lett. Renát kihasználta, hogy előnyökre tegyen szert, ezen kívül pénzt lopott az iskolától. Teru leplezi le gaz tettét Daisy segítségével, aki hekker tudásával betör az iskolai számítógépbe és mindent nyilvánosságra hoz. 
Bűnös tette miatt kirúgják a munkahelyéről. Bosszúból illegális ügyekbe keveredik, hogy Daisynek visszavágjon. Emiatt Rena veszélybe kerül és muszáj segítséget kérnie Terutól, akinek kiszivárogtat információkat arról a szervezetről, aki üldözi Daisyt és Szóicsiró legendás programját.

#### Mori Csiharu (森 千春Mori Chiharu)
Csiharu a vonzó, csetlő-botló és fellegekben járkáló iskolai nővér. Gyakran tesz ködös és bántó megjegyzéseket Terura. Úgy tesz, mintha szerelmes lenne Kuroszakiba, hogy féltékennyé tegye Terut, ezáltal közelebb kerülve Daisy valódi kilétéhez. 
Ő bújik meg az összes Teru ellen elkövetett támadások mögött. Célja, hogy Daisy vírusprogramjáról több információt szerezzen.
Andó, az iskola igazgatója az, aki rájön, hogy Csiharu egy csaló, mivel a háttere ismeretlen. Mikor kiderül, hogy kémkedni jött az iskolába, eltűnik.

#### Akira (アキラ)
Egy titokzatos fiú, aki kísértetiesen hasonlít Szóicsiróra. Széles vigyora miatt igazi mániákusnak tűnik. Hogy elrejtse arcát, kapucnit hord. Legnagyobb ismertető jegye a mindig magánál tartott jojó. Viselkedése megtévesztő és olykor reménytelen, viszont nagyon ragaszkodik Mori Csiharuhoz, akivel együtt dolgozik. Annak ellenére, hogy tehetséges hekker, Akira nagyon gyerekes és az érzelmei irányítják, ezért kiszámíthatatlan és elég nehéz vele együttműködni.
Ismeretlen okok miatt bosszút akar állni Kuroszakin, ezért különös érdeklődést mutat Teru iránt, akit élvezetből bánt, ezzel feldühítve Kuroszakit.
Kiderül, hogy egy ’’Antler’’ nevű embernek dolgozik, annak érdekében, hogy megszerezze az M Testamentumát, amiről nincs sok információ.

#### Midorikava Hideo professzor (縁川秀雄-教授,Midorikawa Hideo-kyouju)
Midorikava volt Szóicsiró egyetemének az egyik professzora, aki olyan volt Szóicsiró számára, akár egy gondos apa. Viszont ő okozta a halálát Kuroszaki apjának, Takahironak, amikor megvádolta őt azzal, hogy egy kém.

#### Kuroszaki Takahiro (黒崎 孝弘,Kurosaki Takahiro)
Ő Kuroszaki Taszuku apja, aki szintén együtt dolgozott Szóicsiróval és Midorikava professzorral. Miután Midorikava megvádolta azzal, hogy egy kém, rejtélyes módon meghal.
Halála után Taszuku bosszút esküszik és próbálja tisztára mosni apja nevét. Viszont ez nem sikerül, zűrös ügyekbe keveredik, amikből Szóicsiró menti ki az élete árán.

#### Teru barátai
Terunak az iskolában van egy saját baráti köre. A csapat kinézete eléggé vicces, fizikai tulajdonságaikon kívül a komikus helyzetek, amikbe keverednek- szórakoztatóvá teszik a hétköznapokat, viszont a bolondozás mellett kiállnak egymás mellett. A csapat tagjai közé tartozik Kako (カコ), akinek sisak fazonú haja van és párja Ken (ケン), akinek kiálló fogai vannak. A csapat tagja még Josi (良,Yoshi), aki túlsúlyos és vicces bajsza van, és Mei (メイ), akinek két copfba van kötve a haja.

## A mű társadalmi háttere
Motomi romantikus komédiája mögött egy komoly téma húzódik meg: az iskolai bántalmazások, amik Japánban igen gyakran előfordulnak. Habár a mangaka komikus elemekkel fűszerezve mutatja be az iskolai terrorizálást, egyáltalán nem tekinthető könnyű műnek. Az egységességről és a csoport szellemről híres Japánban igen magas számban előforduló idzsime, vagy terrorizálás (イジメ, ijime) fő elszenvedői olyan diákok, akik valamilyen oknál fogva kitűnnek. Kurebájási Teru is ilyen diák, aki anyagi háttere miatt válik a diáktanács áldozatává. Eleinte csak apróbb csínyek által közösítik ki a lányt, majd a történet folyamán egyre súlyosabb és veszélyesebb módszerekkel terrorizálják, ilyen például az emeletről lelökött pad esete, ami által Kuroszaki Taszuku meg is sérül, miközben Terut védi.
A manga nemcsak az iskolai erőszakot mutatja be és azt, hogyan viselkednek a diákok a szegényebb társaikkal szemben, hanem az emberi kapzsiság is jelen van, ami miatt Teru életére törnek ismeretlen szervezetek. Mindenki Szócsiró, Teru bátyjának legendás programjára akarja rátenni a kezét, ezzel veszélybe sodorva a lány életét. Kijosit egy idegen megbízó felbéreli és manipulálja, hogy erőszakkal elvegye a lánytól a telefont.

## Műfaj
A manga a sódzsó műfajába van sorolva, mivel főként fiatal lányok számára készült, ugyanakkor romantika és komédia besorolást is kapott. 
A sódzsó mangákra főként a romantikus főszál a jellemző, amiben a főhős szerelmi életén van a hangsúly. Az illusztrálásra a ’’rózsaszín köd’’ jellemző, vagyis a virágmotívum, mint romantikus elem végigkíséri az ábrázolást, ugyanakkor a csillogást imitáló elemek is ezt a célt szolgálják. A Dengeki Daisyben a meghatározó és visszatérő virágmotívum a kék százszorszép, ami a daisy egyik jelentése. Teru számára felbecsülhetetlen értékű ez a virág.
A sódzsóra ugyanakkor jellemző a bisónen alakja, vagyis a jóképű fiú motívuma. Motomi ennek megfelelően Taszukut szőke hajjal és kék szemmel áldotta meg, enyhe gengszter személyiséggel (ahogy a mangában is elhangzik). A műfajra még jellemző, hogy az érzelmekre fekteti a hangsúlyt, viszont a mangaka a cselekményszálra is odafigyelt, így nem egy átlagos sódzsó manga, kitűnik társaitól, ezzel nagy népszerűséget szerezve magának.
A komikus elemek, szófordulatok és illusztrációk egyaránt fellelhetőek. Az érzelmeket széles skálán illusztrálta a mangaka, jellegzetes arc- és testmimika figyelhető meg.
A komikus, romantikus elemek összhangban vannak a drámával és az akcióval, amit kevés manga képes kivitelezni.

## A műben megjelenő szimbólumok

### Daisy

#### DAISY- becenév
A Daisy egyik legfontosabb jelentése Kuroszaki Taszukura utal, az ő becenevére, amikor még hekker volt. A Daisy név a múltjára utal, és emlékezteti arra, hogy mi is a feladata. Ugyanakkor Daisyként kommunikál Teruval. 

#### Kék százszorszép
A daisy magyar megfelelője a százszorszép nevű virág. Szóicsirónak és Terunak ez a kedvenc virága, ezért ez visszatérő elem a mangában. Rengeteg oldalt díszít Kjószuke csodálatos százszorszépeivel. Legelőször a kék százszorszépek az Első fejezetben jelennek meg az iskola kertjében.
A kék százszorszép jelentései közé tartozik az ártatlanság, a tisztaság, hűséges szeretet és a hit. Teru karaktere magába foglalja ezeket a tulajdonságokat, ezért a virág illusztrációi jól kiegészítik Teru személyiségét.
A japán virágnyelvben, vagy Hanakotobában (花言葉) a százszorszépek a hitet szimbolizálják. A mangaka szerint viszont a boldogságot.

#### Daisy Cutter bomba
A Daisy Cutter nevű bombákat legelőször a vietnámi háborúban használták, miután a II. világháborúból megmaradt M121 bombák elfogytak. Ez volt az egyik legerősebb hatású nem nukleáris fegyver. Akkor aktiválódott, amikor a bomba orra hozzáért vagy a földhöz, vagy bármilyen más tárgyhoz. Kivitelezése miatt maximalizálta a robbanás hatását a célfelületen. 
Kuroszaki Taszuku becenevét erről a bombáról ihlette, mivel abban reménykedett, hogy legalább olyan nagy kárt tud okozni ellenségeinek, mint ennek a bombának az ereje.

#### Daisy nyaklánc
Daisy ajándékba ad Terunak egy nyakláncot, aminek a medálján egy százszorszép szerepel. A nyaklánc a Tiffany & Co. híres ékszerüzletéből származik. Rikonak szintén van egy nyaklánca ebből az üzletből, amit kölcsön is ad Terunak egy randevú alkalmából.

#### Daisy Bell
Daisy Bell egy népszerű ének, ami a 2001: A Space Odyssey című filmből származik, a HAL9000 szuperszámítógép énekeli, amikor deaktiválódik.
Kuroszaki Taszuku is ezt az éneket dúdolja, amikor külön válik Terutól. Az apjától tanulta az éneket, aki megemlíti, hogy az Taszuku anyja énekelte gyakran.

### Zenék a mangában
A 80-as évek több híres slágerei is feltűnnek a mangában. Kuroszaki és Teru zenét hallgatnak Kuroszaki kocsijában. Ezek között szerepel a Red Hot Chili Peppers, a Time After Time című szám Cyndi Laupertől. Terunak annyira megtetszik az utóbbi zene, hogy ajándékba vesz Daisynek egy zenélődobozt, ami a Time After Time-ot játssza le. A későbbiekben ez a zenélődoboz leplezi le Daisy valódi kilétét.

## Fogadtatás
A mangát 2007 október 26-án hozta nyilvánosságra a Becukomi kiotói folyóirat, ami sódzsó mangák havi publikálásával foglalkozik.
Motomi Kjószuke eredetileg pár fejezetre tervezte a művét, amiről a második kötetben nyilatkozik. Viszont a pozitív visszajelzéseknek köszönhetően kibővítette a történetet, mígnem 2014 február 24-ig tizenhat kötetnyire bővült az árva középiskolás lány és a rejtélyes hekker története.
A sorozat regionális megjelenése által Tajvanban az Ever Glory Publishing, Franciaországban pedig a Kaze Manga publikálta. 2010 februárjában az Amazon.com weblapon megjelent az első kötet angol változata, ami 2010 júniusára vált megvásárolhatóvá a Viz Media terjesztése által.
2011-ben az Észak Amerikai rajongók az About.com honlap Manga Readers’ Choice Awards nevű szavazás keretén belül a 2010 legjobb sódzsó mangájának titulálták a Dengeki Daisyt.
2017-ben még mindig a legolvasottabb sódzsó mangák közé tartozik.

## Fordítás
- Ez a szócikk részben vagy egészben  a   Dengeki Daisy című angol Wikipédia-szócikk ezen változatának fordításán alapul.  Az eredeti cikk szerkesztőit annak laptörténete sorolja fel. Ez a jelzés csupán a megfogalmazás eredetét és a szerzői jogokat jelzi, nem szolgál a cikkben szereplő információk forrásmegjelöléseként.